# الویرا بترونه
الویرا بترونه (ایتالیایی: Elvira Betrone؛ ‏ ۶ فوریه ۱۸۸۱ – ۱۱ اوت ۱۹۶۱) بازیگر اهل ایتالیا بود.
از فیلم‌ها یا برنامه‌های تلویزیونی که وی در آن نقش داشته است، می‌توان به احساس مالکیت اشاره کرد.